# Tour de Romandia 2013

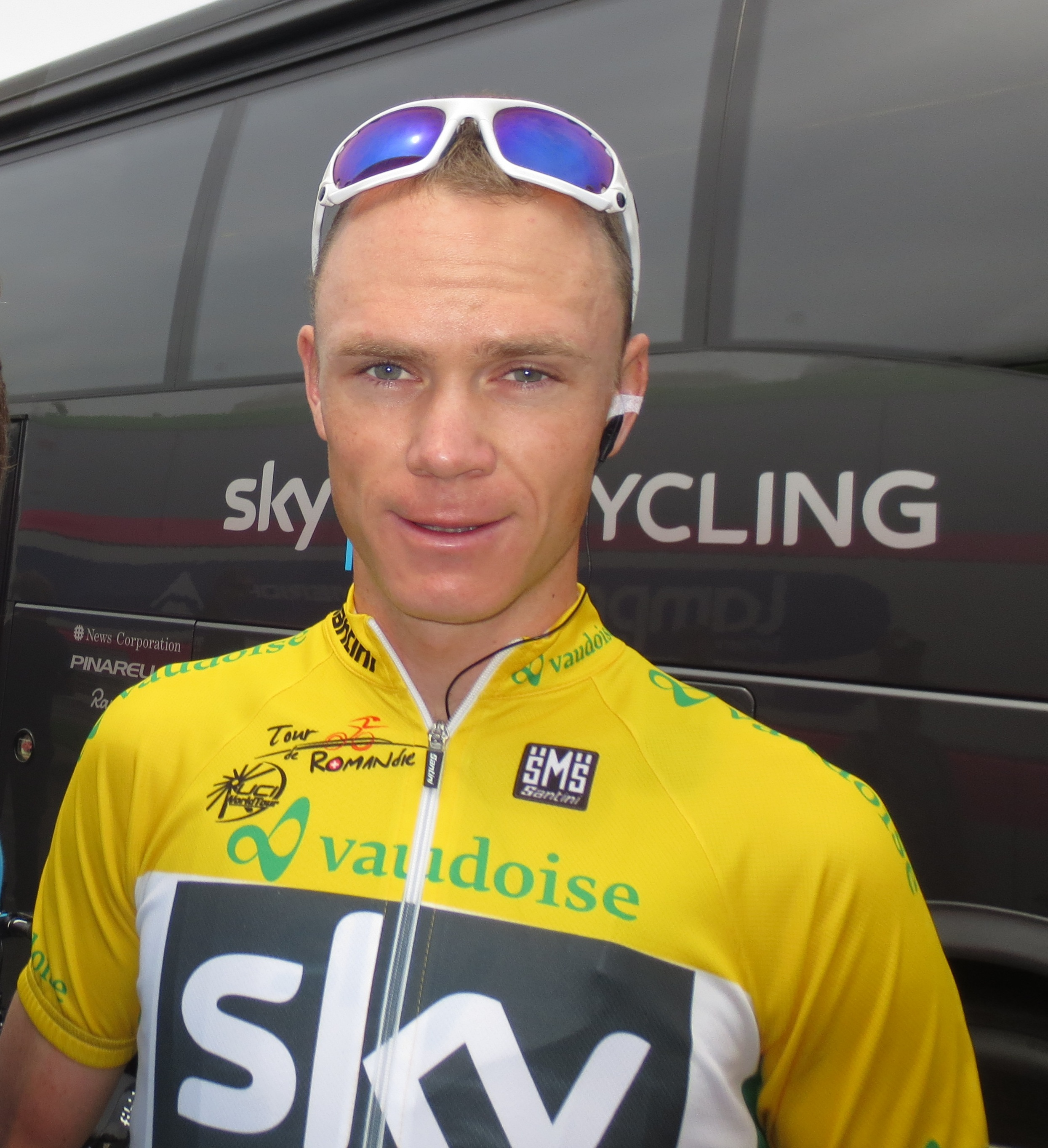
Chris Froome, vencedor del Tour de Romandia 2013

El Tour de Romandia 2013 és la 67a edició del Tour de Romandia i es disputa entre el 23 i el 28 d'abril de 2013 per carreteres suïsses. Aquesta era la catorzena prova de l'UCI World Tour 2013.
La cursa fou guanyada pel britànic Chris Froome (Team Sky), que liderà la cursa de cap a fi després de guanyar el pròleg a Le Châble, i aconseguir augmentar les diferències amb els altres corredors durant el resta de la cursa. Finalment Froome guanyà la general amb 54 segons d'avantatge respecte Simon Špilak (Team Katusha), que guanyà l'etapa reina, amb final a l'estació hivernal de Les Diablerets. El podi fou completat pel portuguès Rui Costa (Movistar Team), que acabà tercer per segon any consecutiu. Costa finalitzà 55 segons rere Špilak, i a un minut i 49 segons de Froome.
En les altres classificacions Wilco Kelderman (Blanco Team) guanyà la classificació dels joves en ser el millor classificat dels nascuts el 1988 o després, acabant en cinquena posició final i superant a Thibaut Pinot (FDJ) en la contrarellotge final. Matthias Brändle (IAM) guanyà el mallot verd de la classificació per punts en els esprints intermedis, mentre Marcus Burghardt (BMC Racing Team) guanyà el mallot rosa de la classificació de la muntanya. En la classificació per equips el vencedor final fou l'Team Sky.

## Equips
El 13 de febrer de 2013 l'organització comunicà els dos equips convidats que acompanyarien als 19 equips ProTour en la cursa, l'Team Europcar i l'IAM.
| Núm.    | Codi | Equip                   |
| ------- | ---- | ----------------------- |
| 1-8     | SKY  | Team Sky                |
| 11-18   | KAT  | Team Katusha            |
| 21-28   | RLT  | RadioShack-Leopard      |
| 31-38   | MOV  | Movistar Team           |
| 41-48   | OPQ  | Omega Pharma-Quick Step |
| 51-58   | GRS  | Garmin-Sharp            |
| 61-68   | BMC  | BMC Racing Team         |
| 71-78   | CAN  | Cannondale              |
| 81-88   | BLA  | Blanco Team             |
| 91-98   | ALM  | AG2R La Mondiale        |
| 101-108 | AST  | Astana Qazaqstan Team   |

| Núm.    | Codi | Equip             |
| ------- | ---- | ----------------- |
| 111-118 | LAM  | Lampre-Merida     |
| 121-128 | TST  | Team Saxo-Tinkoff |
| 131-138 | OGE  | Orica-GreenEDGE   |
| 141-148 | EUS  | Euskaltel–Euskadi |
| 151-158 | FDJ  | FDJ               |
| 161-168 | VCD  | Vacansoleil-DCM   |
| 171-178 | LTB  | Lotto-Belisol     |
| 181-188 | ARG  | Argos-Shimano     |
| 191-198 | EUC  | Team Europcar     |
| 201-208 | IAM  | IAM               |

## Etapes
| Etapa    | Data       | Recorregut             |                           | Km    | Vencedor d'etapa           | Líder de la general      |
| -------- | ---------- | ---------------------- | ------------------------- | ----- | -------------------------- | ------------------------ |
| Pròleg   | 23 d'abril | Le Châble - Bruson     | contrarellotge individual | 7,45  | Christopher Froome (GBR)   | Christopher Froome (GBR) |
| 1a etapa | 24 d'abril | Saint-Maurice - Renens | Etapa de mitja muntanya   | 176,4 | Gianni Meersman (BEL)      | Christopher Froome (GBR) |
| 2a etapa | 25 d'abril | Prilly - Grenchen      | Etapa plana               | 190,3 | Ramūnas Navardauskas (LTU) | Christopher Froome (GBR) |
| 3a etapa | 26 d'abril | Payerne - Payerne      | Etapa plana               | 181,0 | Gianni Meersman (BEL)      | Christopher Froome (GBR) |
| 4a etapa | 27 d'abril | Marly - Les Diablerets | Etapa de muntanya         | 184,8 | Simon Špilak (SVN)         | Christopher Froome (GBR) |
| 5a etapa | 28 d'abril | Ginebra - Ginebra      | contrarellotge individual | 18,7  | Tony Martin (GER)          | Christopher Froome (GBR) |

### Pròleg
23 d'abril de 2013 — Le Châble - Bruson, 7,45 km, contrarellotge individual (CRI)
Resultats i classificació general després del pròleg
|    | Ciclista                 | Equip              | Temps   |
| -- | ------------------------ | ------------------ | ------- |
| 1  | Chris Froome (GBR)       | Team Sky           | 13' 15" |
| 2  | Andrew Talansky (EUA)    | Garmin-Sharp       | + 6"    |
| 3  | Robert Kišerlovski (CRO) | RadioShack-Leopard | + 13"   |
| 4  | Richie Porte (AUS)       | Team Sky           | + 15"   |
| 5  | Rui Costa (POR)          | Movistar Team      | + 16"   |
| 6  | Thibaut Pinot (FRA)      | FDJ                | + 17"   |
| 7  | Stef Clement (NED)       | Blanco Team        | + 17"   |
| 8  | Alejandro Valverde (ESP) | Movistar Team      | + 17"   |
| 9  | Tom Danielson (EUA)      | Garmin-Sharp       | + 17"   |
| 10 | Wilco Kelderman (NED)    | Blanco Team        | + 18"   |

### Etapa 1
24 d'abril de 2013 — Saint-Maurice - Renens, 176,4
|    | Ciclista                | Equip                   | Temps      |
| -- | ----------------------- | ----------------------- | ---------- |
| 1  | Gianni Meersman (BEL)   | Omega Pharma-Quick Step | 4h 29' 09" |
| 2  | Giacomo Nizzolo (ITA)   | RadioShack-Leopard      | m. t.      |
| 3  | Roberto Ferrari (ITA)   | Lampre-Merida           | m. t.      |
| 4  | Luka Mezgec (SVN)       | Argos-Shimano           | m. t.      |
| 5  | Kévin Reza (FRA)        | Team Europcar           | m. t.      |
| 6  | Francesco Gavazzi (ITA) | Astana Qazaqstan Team   | m. t.      |
| 7  | Matthew Goss (AUS)      | Orica-GreenEDGE         | m. t.      |
| 8  | Rui Costa (POR)         | Movistar Team           | m. t.      |
| 9  | Gaëtan Bille (BEL)      | Lotto-Belisol           | m. t.      |
| 10 | Marco Marcato (ITA)     | Vacansoleil-DCM         | m. t.      |

|    | Ciclista                 | Equip              | Temps      |
| -- | ------------------------ | ------------------ | ---------- |
| 1  | Chris Froome (GBR)       | Team Sky           | 4h 42' 24" |
| 2  | Andrew Talansky (EUA)    | Garmin-Sharp       | + 6"       |
| 3  | Robert Kišerlovski (CRO) | RadioShack-Leopard | + 13"      |
| 4  | Richie Porte (AUS)       | Team Sky           | + 15"      |
| 5  | Rui Costa (POR)          | Movistar Team      | + 16"      |
| 6  | Thibaut Pinot (FRA)      | FDJ                | + 17"      |
| 7  | Stef Clement (NED)       | Blanco Team        | + 17"      |
| 8  | Alejandro Valverde (ESP) | Movistar Team      | + 17"      |
| 9  | Tom Danielson (EUA)      | Garmin-Sharp       | + 17"      |
| 10 | Wilco Kelderman (NED)    | Blanco Team        | + 18"      |

### Etapa 2
25 d'abril de 2013 — Prilly - Grenchen, 190,3 km
|    | Ciclista                   | Equip                   | Temps      |
| -- | -------------------------- | ----------------------- | ---------- |
| 1  | Ramūnas Navardauskas (LTU) | Garmin-Sharp            | 4h 51' 49" |
| 2  | Enrico Gasparotto (ITA)    | Astana Qazaqstan Team   | m. t.      |
| 3  | Gianni Meersman (BEL)      | Omega Pharma-Quick Step | m. t.      |
| 4  | Luka Mezgec (SVN)          | Argos-Shimano           | m. t.      |
| 5  | Dominik Nerz (GER)         | BMC Racing Team         | m. t.      |
| 6  | Francesco Gavazzi (ITA)    | Astana Qazaqstan Team   | m. t.      |
| 7  | Jan Bakelants (BEL)        | RadioShack-Leopard      | m. t.      |
| 8  | Stef Clement (NED)         | Blanco Team             | m. t.      |
| 9  | Michael Albasini (SUI)     | Orica-GreenEDGE         | m. t.      |
| 10 | Manuele Mori (ITA)         | Lampre-Merida           | m. t.      |

|    | Ciclista                 | Equip              | Temps      |
| -- | ------------------------ | ------------------ | ---------- |
| 1  | Chris Froome (GBR)       | Team Sky           | 9h 34' 13" |
| 2  | Andrew Talansky (EUA)    | Garmin-Sharp       | + 6"       |
| 3  | Robert Kišerlovski (CRO) | RadioShack-Leopard | + 13"      |
| 4  | Richie Porte (AUS)       | Team Sky           | + 15"      |
| 5  | Rui Costa (POR)          | Movistar Team      | + 16"      |
| 6  | Thibaut Pinot (FRA)      | FDJ                | + 17"      |
| 7  | Stef Clement (NED)       | Blanco Team        | + 17"      |
| 8  | Alejandro Valverde (ESP) | Movistar Team      | + 17"      |
| 9  | Tom Danielson (EUA)      | Garmin-Sharp       | + 17"      |
| 10 | Wilco Kelderman (NED)    | Blanco Team        | + 18"      |

### Etapa 3
26 d'abril de 2013 — Payerne - Payerne, 181,0 km
|    | Ciclista                          | Equip                   | Temps      |
| -- | --------------------------------- | ----------------------- | ---------- |
| 1  | Gianni Meersman (BEL)             | Omega Pharma-Quick Step | 4h 19' 03" |
| 2  | Francesco Gavazzi (ITA)           | Astana Qazaqstan Team   | m. t.      |
| 3  | Michael Albasini (SUI)            | Orica-GreenEDGE         | m. t.      |
| 4  | Luka Mezgec (SVN)                 | Argos-Shimano           | m. t.      |
| 5  | Juan José Lobato (ESP)            | Euskaltel–Euskadi       | m. t.      |
| 6  | Danilo Wyss (SUI)                 | BMC Racing Team         | m. t.      |
| 7  | Rinaldo Nocentini (ITA)           | AG2R La Mondiale        | m. t.      |
| 8  | Roberto Ferrari (ITA)             | Lampre-Merida           | m. t.      |
| 9  | Reinardt Janse van Rensburg (RSA) | Argos-Shimano           | m. t.      |
| 10 | Xavier Florencio (CAT)            | Team Katusha            | m. t.      |

|    | Ciclista                 | Equip                   | Temps       |
| -- | ------------------------ | ----------------------- | ----------- |
| 1  | Chris Froome (GBR)       | Team Sky                | 13h 53' 16" |
| 2  | Andrew Talansky (EUA)    | Garmin-Sharp            | + 6"        |
| 3  | Gianni Meersman (BEL)    | Omega Pharma-Quick Step | + 9"        |
| 4  | Robert Kišerlovski (CRO) | RadioShack-Leopard      | + 13"       |
| 5  | Richie Porte (AUS)       | Team Sky                | + 15"       |
| 6  | Rui Costa (POR)          | Movistar Team           | + 16"       |
| 7  | Thibaut Pinot (FRA)      | FDJ                     | + 17"       |
| 8  | Stef Clement (NED)       | Blanco Team             | + 17"       |
| 9  | Alejandro Valverde (ESP) | Movistar Team           | + 17"       |
| 10 | Tom Danielson (EUA)      | Garmin-Sharp            | + 17"       |

### Etapa 4
27 d'abril de 2013 — Marly - Les Diablerets, 184,8 km
|    | Ciclista                     | Equip              | Temps      |
| -- | ---------------------------- | ------------------ | ---------- |
| 1  | Simon Špilak (SVN)           | Team Katusha       | 5h 10' 00" |
| 2  | Chris Froome (GBR)           | Team Sky           | m. t.      |
| 3  | Rui Costa (POR)              | Movistar Team      | + 1' 03"   |
| 4  | Alejandro Valverde (ESP)     | Movistar Team      | + 1' 03"   |
| 5  | Wilco Kelderman (NED)        | Blanco Team        | + 1' 03"   |
| 6  | Carlos Betancur (COL)        | AG2R La Mondiale   | + 1' 03"   |
| 7  | Marcel Wyss (SUI)            | IAM Cycling        | + 1' 03"   |
| 8  | Jean-Christophe Péraud (FRA) | AG2R La Mondiale   | + 1' 03"   |
| 9  | Robert Kišerlovski (CRO)     | RadioShack-Leopard | + 1' 03"   |
| 10 | Igor Antón (ESP)             | Euskaltel–Euskadi  | + 1' 03"   |

|    | Ciclista                 | Equip              | Temps       |
| -- | ------------------------ | ------------------ | ----------- |
| 1  | Chris Froome (GBR)       | Team Sky           | 19h 03' 10" |
| 2  | Simon Špilak (SVN)       | Team Katusha       | + 47"       |
| 3  | Rui Costa (POR)          | Movistar Team      | + 1' 21"    |
| 4  | Robert Kišerlovski (CRO) | RadioShack-Leopard | + 1' 22"    |
| 5  | Thibaut Pinot (FRA)      | FDJ                | + 1' 26"    |
| 6  | Alejandro Valverde (ESP) | Movistar Team      | + 1' 26"    |
| 7  | Tom Danielson (EUA)      | Garmin-Sharp       | + 1' 26"    |
| 8  | Wilco Kelderman (NED)    | Blanco Team        | + 1' 27"    |
| 9  | Carlos Betancur (COL)    | AG2R La Mondiale   | + 1' 28"    |
| 10 | Marcel Wyss (SUI)        | IAM Cycling        | + 1' 43"    |

### Etapa 5
28 d'abril de 2013 — Ginebra - Ginebra, 18,7, contrarellotge individual (CRI)
|    | Ciclista                | Equip                   | Temps    |
| -- | ----------------------- | ----------------------- | -------- |
| 1  | Tony Martin (GER)       | Omega Pharma-Quick Step | 21' 07"  |
| 2  | Adriano Malori (ITA)    | Lampre-Merida           | + 16"    |
| 3  | Chris Froome (GBR)      | Team Sky                | + 34"    |
| 4  | Lieuwe Westra (NED)     | Vacansoleil-DCM         | + 36"    |
| 5  | Simon Špilak (SVN)      | Team Katusha            | + 41"    |
| 6  | Stef Clement (NED)      | Blanco Team             | + 50"    |
| 7  | Richie Porte (AUS)      | Team Sky                | + 52"    |
| 8  | Mads Christensen (DEN)  | Team Saxo-Tinkoff       | + 55"    |
| 9  | Rohan Dennis (AUS)      | Garmin-Sharp            | + 56"    |
| 10 | Tobias Ludvigsson (SWE) | Argos-Shimano           | + 1' 01" |

|    | Ciclista                     | Equip            | Temps       |
| -- | ---------------------------- | ---------------- | ----------- |
| 1  | Chris Froome (GBR)           | Team Sky         | 19h 24' 51" |
| 2  | Simon Špilak (SVN)           | Team Katusha     | + 54"       |
| 3  | Rui Costa (POR)              | Movistar Team    | + 1' 49"    |
| 4  | Tom Danielson (EUA)          | Garmin-Sharp     | + 1' 54"    |
| 5  | Wilco Kelderman (NED)        | Blanco Team      | + 2' 03"    |
| 6  | Jean-Christophe Péraud (FRA) | AG2R La Mondiale | + 2' 14"    |
| 7  | Jurgen Van Den Broeck (BEL)  | Lotto-Belisol    | + 2' 16"    |
| 8  | Richie Porte (AUS)           | Team Sky         | + 2' 31"    |
| 9  | Alejandro Valverde (ESP)     | Movistar Team    | + 2' 32"    |
| 10 | Marcel Wyss (SUI)            | IAM Cycling      | + 2' 41"    |

## Classificacions finals

### Classificació general
|    | Ciclista                     | Equip            | Temps       |
| -- | ---------------------------- | ---------------- | ----------- |
| 1  | Chris Froome (GBR)           | Team Sky         | 19h 24' 51" |
| 2  | Simon Špilak (SVN)           | Team Katusha     | + 54"       |
| 3  | Rui Costa (POR)              | Movistar Team    | + 1' 49"    |
| 4  | Tom Danielson (EUA)          | Garmin-Sharp     | + 1' 54"    |
| 5  | Wilco Kelderman (NED)        | Blanco Team      | + 2' 03"    |
| 6  | Jean-Christophe Péraud (FRA) | AG2R La Mondiale | + 2' 14"    |
| 7  | Jurgen Van Den Broeck (BEL)  | Lotto-Belisol    | + 2' 16"    |
| 8  | Richie Porte (AUS)           | Team Sky         | + 2' 31"    |
| 9  | Alejandro Valverde (ESP)     | Movistar Team    | + 2' 32"    |
| 10 | Marcel Wyss (SUI)            | IAM Cycling      | + 2' 41"    |

### Classificacions secundàries
|   | Ciclista               | Equip             | Punts |
| - | ---------------------- | ----------------- | ----- |
| 1 | Marcus Burghardt (GER) | BMC Racing Team   | 46    |
| 2 | Garikoitz Bravo (ESP)  | Euskaltel–Euskadi | 29    |
| 3 | Arthur Vichot (FRA)    | FDJ               | 26    |

|   | Ciclista               | Equip           | Punts |
| - | ---------------------- | --------------- | ----- |
| 1 | Matthias Brändle (AUT) | IAM Cycling     | 19    |
| 2 | Arthur Vichot (FRA)    | FDJ             | 9     |
| 3 | Marcus Burghardt (GER) | BMC Racing Team | 9     |

|   | Ciclista              | Equip            | Temps       |
| - | --------------------- | ---------------- | ----------- |
| 1 | Wilco Kelderman (NED) | Blanco Team      | 19h 26' 54" |
| 2 | Thibaut Pinot (FRA)   | FDJ              | + 40"       |
| 3 | Carlos Betancur (COL) | AG2R La Mondiale | + 48"       |

|   | Equip              | País       | Temps       |
| - | ------------------ | ---------- | ----------- |
| 1 | Team Sky           | Regne Unit | 58h 20' 44" |
| 2 | RadioShack-Leopard | Luxemburg  | + 4' 23"    |
| 3 | Movistar Team      | Espanya    | + 5' 19"    |

### UCI World Tour
El Tour de Romandia atorga punts per l'UCI World Tour 2013 sols als ciclistes dels equips de categoria ProTeam.
| Posició               | 1r  | 2n | 3r | 4t | 5è | 6è | 7è | 8è | 9è | 10è |
| Classificació general | 100 | 80 | 70 | 60 | 50 | 40 | 30 | 20 | 10 | 4   |
| Per etapa             | 6   | 4  | 2  | 1  | 1  |    |    |    |    |     |

| #  | Ciclista                         | Equip                   | Punts |
| -- | -------------------------------- | ----------------------- | ----- |
| 1  | Christopher Froome (GBR)         | Team Sky                | 112   |
| 2  | Simon Špilak (SVN)               | Team Katusha            | 87    |
| 3  | Rui Alberto Faria da Costa (POR) | Movistar Team           | 73    |
| 4  | Thomas Danielson (EUA)           | Garmin-Sharp            | 60    |
| 5  | Wilco Kelderman (NED)            | Blanco Team             | 51    |
| 6  | Jean-Christophe Péraud (FRA)     | AG2R La Mondiale        | 40    |
| 7  | Jurgen Van den Broeck (BEL)      | Lotto-Belisol           | 30    |
| 8  | Richie Porte (AUS)               | Team Sky                | 21    |
| 9  | Gianni Meersman (BEL)            | Omega Pharma-Quick Step | 14    |
| 10 | Alejandro Valverde (ESP)         | Movistar Team           | 11    |

| Classificats de l'11 al 24 | Classificats de l'11 al 24 | Classificats de l'11 al 24 | Classificats de l'11 al 24 |
| -------------------------- | -------------------------- | -------------------------- | -------------------------- |
| 11                         | Tony Martin (GER)          | Omega Pharma-Quick Step    | 6                          |
| 11                         | Ramūnas Navardauskas (LTU) | Garmin-Sharp               | 6                          |
| 13                         | Enrico Gasparotto (ITA)    | Astana Qazaqstan Team      | 4                          |
| 13                         | Francesco Gavazzi (ITA)    | Astana Qazaqstan Team      | 4                          |
| 13                         | Adriano Malori (ITA)       | Lampre-Merida              | 4                          |
| 13                         | Giacomo Nizzolo (ITA)      | RadioShack-Leopard         | 4                          |
| 13                         | Andrew Talansky (EUA)      | Garmin-Sharp               | 4                          |
| 18                         | Luka Mezgec (SVN)          | Argos-Shimano              | 3                          |
| 19                         | Michael Albasini (SUI)     | Orica-GreenEDGE            | 2                          |
| 19                         | Roberto Ferrari (ITA)      | Lampre-Merida              | 2                          |
| 19                         | Robert Kiserlovski (CRO)   | RadioShack-Leopard         | 2                          |
| 22                         | Juan José Lobato (ESP)     | Euskaltel–Euskadi          | 1                          |
| 22                         | Dominik Nerz (GER)         | BMC Racing Team            | 1                          |
| 22                         | Lieuwe Westra (NED)        | Vacansoleil-DCM            | 1                          |

## Evolució de les classificacions
| Etepa | Vencedor             | Classificació general | Classificació de la muntanya | Classificació dels esprints | Classificació dels joves | Classificació per equips |
| ----- | -------------------- | --------------------- | ---------------------------- | --------------------------- | ------------------------ | ------------------------ |
| P     | Chris Froome         | Chris Froome          | Chris Froome                 | no entregat                 | Thibaut Pinot            | Team Sky                 |
| 1     | Gianni Meersman      | Chris Froome          | Garikoitz Bravo              | Julien Bérard               | Thibaut Pinot            | Team Sky                 |
| 2     | Ramūnas Navardauskas | Chris Froome          | Garikoitz Bravo              | Matthias Brändle            | Thibaut Pinot            | Team Sky                 |
| 3     | Gianni Meersman      | Chris Froome          | Marcus Burghardt             | Matthias Brändle            | Thibaut Pinot            | Team Sky                 |
| 4     | Simon Špilak         | Chris Froome          | Marcus Burghardt             | Matthias Brändle            | Thibaut Pinot            | Team Sky                 |
| 5     | Tony Martin          | Chris Froome          | Marcus Burghardt             | Matthias Brändle            | Wilco Kelderman          | Team Sky                 |
| Final | Final                | Chris Froome          | Marcus Burghardt             | Matthias Brändle            | Wilco Kelderman          | Team Sky                 |